# Acasis bellaria
Acasis bellaria là một loài bướm đêm trong họ Geometridae.